# 2010 في إيران
فيما يلي قوائم الأحداث التي وقعت خلال عام 2010 في إيران.

## ظهور
- 1 يناير – اقتصاد آنلاين

## أفلام
من الأفلام التي صدرت هذه السنة في إيران:
- 1 يناير – مملكة سليمان من إخراج شهريار بحراني.

## وفيات

### يناير
- 12 يناير – مسعود علي محمدي (مواليد 1959) فيزيائي إيراني.[1]

### مارس
- 6 مارس – منصور امير آصفي (مواليد 1933)

### مايو
- 24 مايو – عبد الحميد ريغي (مواليد 1979)[2]
- 24 مايو – كامبيز جمالي (مواليد 1938) لاعب كرة قدم إيراني.[3]

### يونيو
- 20 يونيو – عبد الملك ريغي (مواليد 1979)[4]

### يوليو
- 8 يوليو – كارو لوكاس (مواليد 1949)

### نوفمبر
- 29 نوفمبر – مجيد شهرياري (مواليد 1966) فيزيائي إيراني.[5]

### ديسمبر
- 1 ديسمبر – شهلاء جاهد (مواليد 1969)[6]
- 28 ديسمبر – علي رضا عسكري (مواليد 1952) سياسي إيراني.